# Batalha de Näfels
A Batalha de Näfels foi travada em 9 de abril de 1388 entre o Cantão suíço de Glarus, apoiado por seus aliados da Antiga Confederação Suíça, e o Ducado da Áustria governado pela Casa de Habsburgo. Foi uma vitória decisiva para Glarus e levou à sua independência do domínio Habsburgo. A batalha foi o último dos conflitos entre Suíça e Áustria que se estenderam por grande parte do século XIV.

## Antecedentes
Poucas semanas após a Batalha de Sempach em 9 de julho de 1386, a Confederação Suíça capturou a vila de Weesen, pertencente aos Habsburgo, no Walensee. No ano seguinte, Glarus se revoltou contra os Habsburgos e destruiu o Castelo de Windegg. Em seguida, em 11 de março de 1387, o conselho do vale declarou-se livre do controle dos Habsburgos.
Como resposta, na noite de 21–22 de fevereiro de 1388, um exército austríaco atacou Weesen e expulsou as forças suíças dali. No início de abril, dois exércitos austríacos partiram para isolar Glarus do restante da Confederação. O exército principal, com cerca de 5 000 homens, marchou em direção a Näfels sob comando do conde Donat von Toggenburg e do cavaleiro Peter von Thorberg. Uma segunda coluna, com cerca de 1.500 homens liderada pelo conde Hans von Werdenberg-Sargans, avançou pelo Passo de Kerenzerberg.

## Batalha

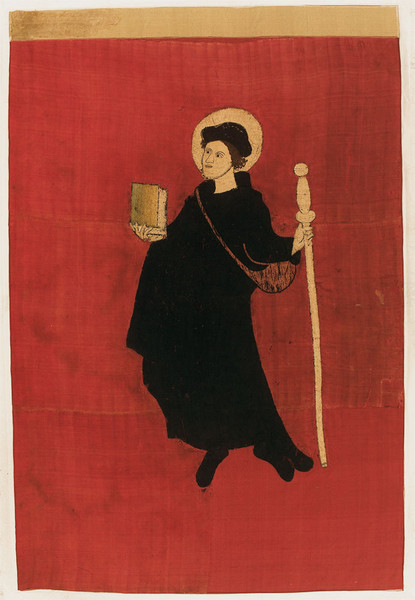
Bandeira representando São Fridolino, padroeiro de Glarus, que segundo a tradição foi usada na Batalha de Näfels

Em 9 de abril de 1388, o exército austríaco principal, sob Toggenburg e Thorberg, atacou e capturou as fortificações (letzi) em torno de Näfels. A guarnição, composta por cerca de 400 soldados de Glarus e algumas dezenas de Schwyz e Uri, resistiu por pouco tempo, mas foi forçada a recuar para as colinas. Enquanto recuavam, o exército austríaco se dispersou para saquear vilas e fazendas. Nesse momento, os glaroneses emergiram da neve e do nevoeiro, surpreendendo os austríacos, que estavam ocupados saqueando.

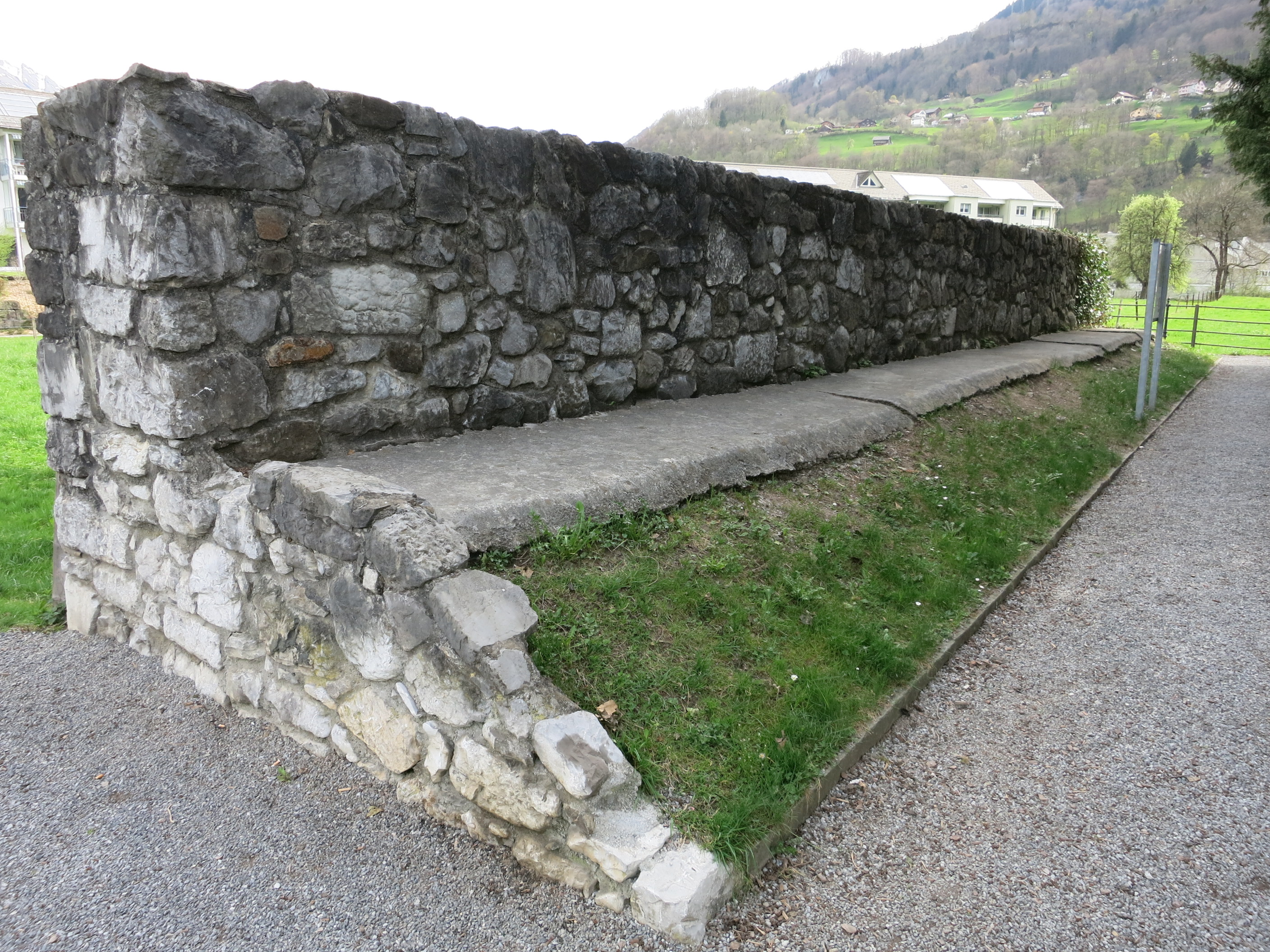
Restos do letzi de Näfels

Após um breve embate, os austríacos, desorganizados, romperam e fugiram em direção a Weesen, mas o colapso da ponte sobre o Maag ou Weeser Linth lançou grande parte do exército no rio, onde muitos se afogaram. Ao ver a destruição da coluna principal, o exército de Werdenberg-Sargans recuou para o vilarejo de Beglingen (hoje parte do município de Mollis). Os suíços tiveram 54 mortos, enterrados na igreja paroquial de Mollis. As perdas dos Habsburgos são menos conhecidas, mas estima-se entre várias centenas e 1 700 mortos. Em 29 de novembro de 1389, o abade Bilgeri transferiu cerca de 180 corpos do campo de batalha para serem enterrados na Abadia de Rüti, no coro da atual Igreja Reformada de Rüti.

## Consequências
Em 1389, foi assinado em Viena um tratado de paz com duração de sete anos, deixando a Confederação em posse incontestável de todo o território adquirido na guerra recente. No mesmo ano, ocorreu a primeira Näfelser Fahrt, uma peregrinação ao local da batalha, que ainda acontece na primeira quinta-feira de abril, em memória do confronto. Essa peregrinação teve papel importante na formação do cantão unificado de Glarus.